# Fehlermeldung
Eine Fehlermeldung, englisch Error message, ist eine Reaktion eines Computerprogramms auf einen erkannten Programmfehler oder eine bekannte Fehlersituation.

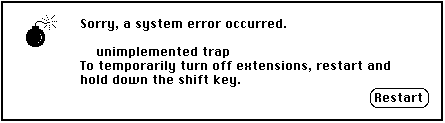
Systemabsturz mit Fehlermeldung „Bombe“ unter MacOS 7

## Arten von Fehlermeldungen
Dem Benutzer werden Informationen z. B. als Klartext-Fehlermeldung oder als Fehlercode (Errorcode) über das Ereignis mitgeteilt. Diese Ausgabe kann auf die Standardfehlerausgabe (STDERR) der Laufumgebung, oder eine spezielle Adresse (etwa eine Log-Datei) übermittelt werden.
Erwartete Fehlersituationen, z. B. Benutzereingaben können durch Plausibilitätsprüfung kontrolliert werden und bei Abweichung von den erlaubten Werten als Fehlermeldung ausgegeben werden. Sie können auch Programmintern als Bedingung für weitere Schritte verwendet werden (Division durch Null, Vorhandensein eines Werts, einer Variable, einer Eingabe oder einer Adresse usw.) – dieser Vorgang wird als Fehlerbehandlung (englisch „Error handling“) bezeichnet.
Unerwartete Fehler, z. B. Schutzverletzung können einen Absturz der Anwendungssoftware zur Folge haben. In dem Fall kann die Fehlermeldung nur noch durch das Betriebssystem angezeigt werden. Fehlermeldungen des Kernels (englisch "stop errors") führen zum Blue Screen bzw. dem Kernel panic. Historische Varianten sind Sad Mac und Bombe beim Apple Macintosh sowie die Guru Meditation beim Amiga.
Oft werden Fehler samt den dazugehörigen Meldungen durch eine aufwendige Diagnose-/Reportingsoftware (sog. „error collector“) ausgegeben, die zudem verwertbare Informationen sammelt und diese Daten dem Hersteller direkt per Internet übermittelt.

### Fehler im Internet
Der wohl bekannteste Abbruchcode ist der sogenannte 404-Error Toter Link im Internet. Dieser wird angezeigt, wenn eine Webseite nicht vorhanden oder nicht erreichbar ist. Häufig sind auch 403: „Fehlende Zugriffsberechtigung“ und 400: „Fehlerhafte Anfrage“.
Ein HTTP-Statuscode wird von einem Server auf jede HTTP-Anfrage als Antwort geliefert. Auf der anfragenden Seite steht dabei ein Client, wie beispielsweise ein Webbrowser. Der Server teilt durch den HTTP-Statuscode dem Client mit, ob die Anfrage erfolgreich bearbeitet wurde. Im Fehlerfall gibt der Statuscode Auskunft darüber, wo (beispielsweise über einer Umleitung) bzw. wie (zum Beispiel mit Authentifizierung) er die gewünschten Informationen erhalten kann.

## Interpretation von Fehlermeldungen

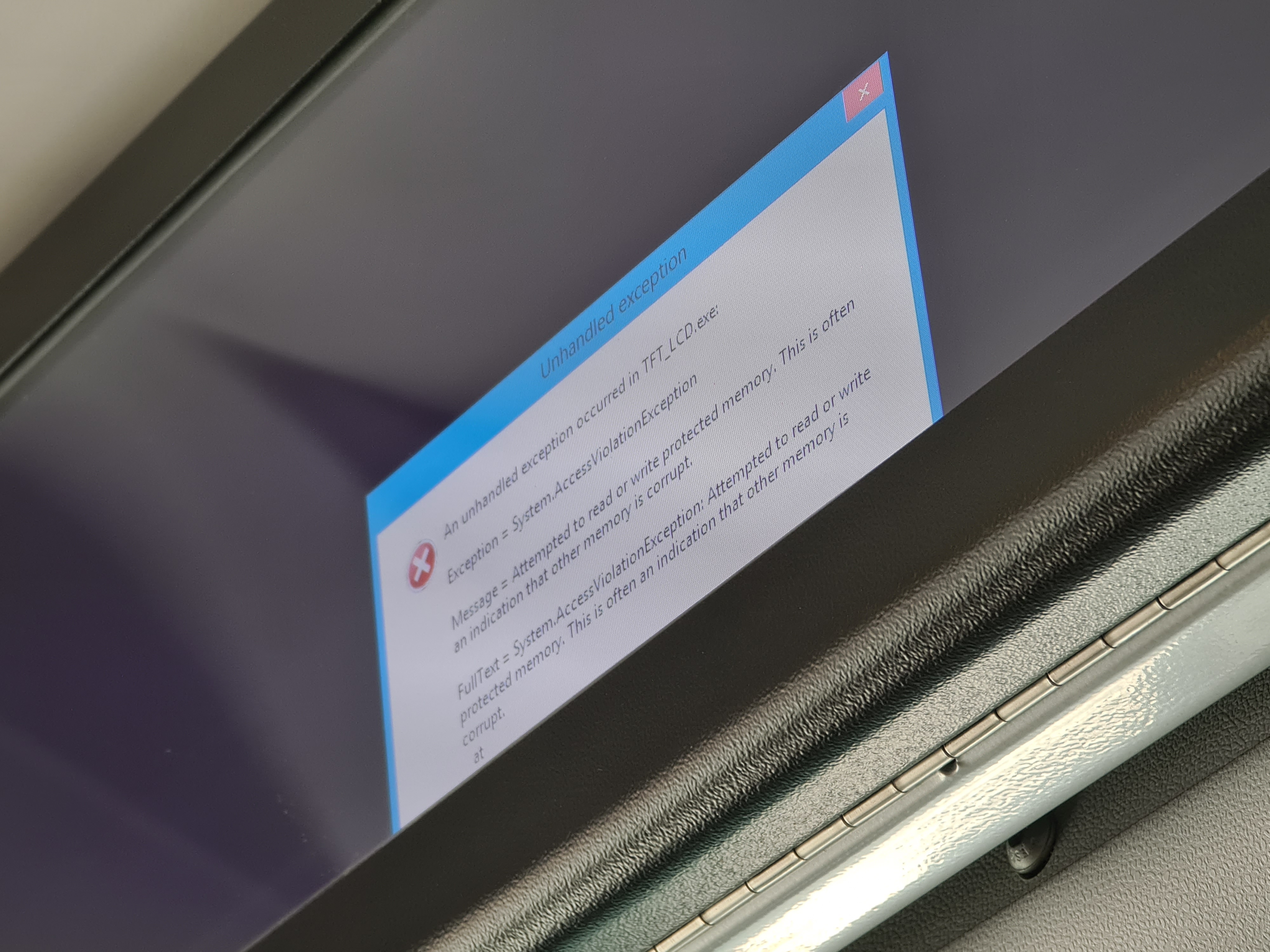
Für den Laien unverständlich: System.AccessViolationException

Oft sind die Informationen der Fehlermeldung für den Benutzer unverständlich, jedoch gibt es etliche  Internetforen und  Newsgroups, in denen sich die Mitglieder solcher Themen annehmen und Anleitungen für Fehlerumgehungen und -vermeidungen oder andere weiterführende Informationen anbieten. Dafür ist oft die Angabe des exakten Wortlauts der Fehlermeldung erforderlich, was per Kopieren und Einfügen geschehen kann, um Tippfehler auszuschließen.